# オオバアコウ
オオバアコウ（大葉赤榕、学名：Ficus caulocarpa）はクワ科イチジク属の常緑高木。

## 特徴
高さ10–15 m。雌雄同株。アコウに比べ葉が長楕円形でやや大きく、側脈は数が多く9–11対で、広い角度に出るが、葉だけでは識別が難しい。葉柄は長さ6 cmほどで互生する。果嚢は径6–7 mmと小さく、細い枝先まで多くつき、白く熟する点がアコウと異なる（アコウは赤みを帯びる）。アコウと同様に年1–2回、一斉落葉することが知られる。

## 分布と生育環境
沖縄県先島諸島の石垣島、西表島、波照間島、与那国島に、国外は台湾～スリランカに分布。生育はやや稀。自生を見る機会は少ないが、各地に大木があり、石垣島の市街地では植栽もみられる。おきなわの名木百選に認定されたドゥナンタギのオオバアコウは推定樹齢150年（平成14年当時）とされ、与那国島最大の樹木として知られる。

## 利用
緑陰樹、公園樹、庭園樹。

## ギャラリー
オオバアコウ（2025年3–4月 沖縄県石垣市白保）
- 未成熟果嚢
- 白い果嚢
- 葉
- 樹姿